# Sprachskepsis
Sprachskepsis ist die Bezeichnung für den Zweifel vieler Autoren des ausgehenden 19. und des 20. Jahrhunderts daran, dass die Wirklichkeit objektiv erkennbar und mit Hilfe von sprachlichen und literarischen Mitteln darstellbar sei. Die traditionelle Aufgabe der Sprache wurde dadurch fragwürdig. 
Dieses Problem wird bei vielen Autoren und Dichtern des Jungen Wien zum Thema vieler Werke. Stefan George und Rainer Maria Rilke (Gedicht: Ich fürchte mich so vor der Menschen Wort, 1899) behaupten, dass allein durch eine poetische Sprache eine „höhere Wahrheit“ ausgedrückt werden kann. Hugo von Hofmannsthal lässt in seinem 1902 veröffentlichten Brief des Lord Chandos an Francis Bacon den Briefschreiber sagen: Es ist mir völlig die Fähigkeit abhanden gekommen, über irgend etwas zusammenhängend zu denken oder zu sprechen. Die sprachskeptischen Dichter  konstatierten also einen Bruch zwischen der Sprache und der Realität, der in ihren Augen unüberbrückbar war. Einige Dichter zogen sich daher im Sinne des L’art-pour-l’art-Gedankens (Kunst um der Kunst willen) in eine eigene Gegenwelt der Kunst zurück, andere gaben konsequenterweise das Schreiben von Literatur ganz auf.
Die Haltung der Sprachskeptiker und der Rückzug in eine Kunstwelt wurde auf der anderen Seite von realistischen und naturalistischen Dichtern als Flucht in den Elfenbeinturm, also als Flucht an einen geistigen Ort der Abgeschiedenheit und Unberührtheit von der Welt, kritisiert. Stattdessen suchten sie neue sprachliche Wege, um Wirklichkeit adäquat zu beschreiben.
Theoretisch begründet wurde die Sprachskepsis vor allem durch die sprachphilosophischen Theorien von Fritz Mauthner, später dann von Ludwig Wittgenstein. 
Friedrich Nietzsche radikalisierte die Sprachskepsis und führte sie in eine umfassende Wahrnehmungs- und Erkenntniskritik über. In Über Wahrheit und Lüge im außermoralischen Sinne formuliert er: Wir glauben etwas von den Dingen selbst zu wissen, wenn wir von Bäumen, Farben, Schnee und Blumen reden, und besitzen doch nichts als Metaphern der Dinge, die den ursprünglichen Wesenheiten ganz und gar nicht entsprechen.